# Monte Gordo
Monte Gordo ist eine Gemeinde im Kreis Vila Real de Santo António des Distrikts Faro in Portugal.

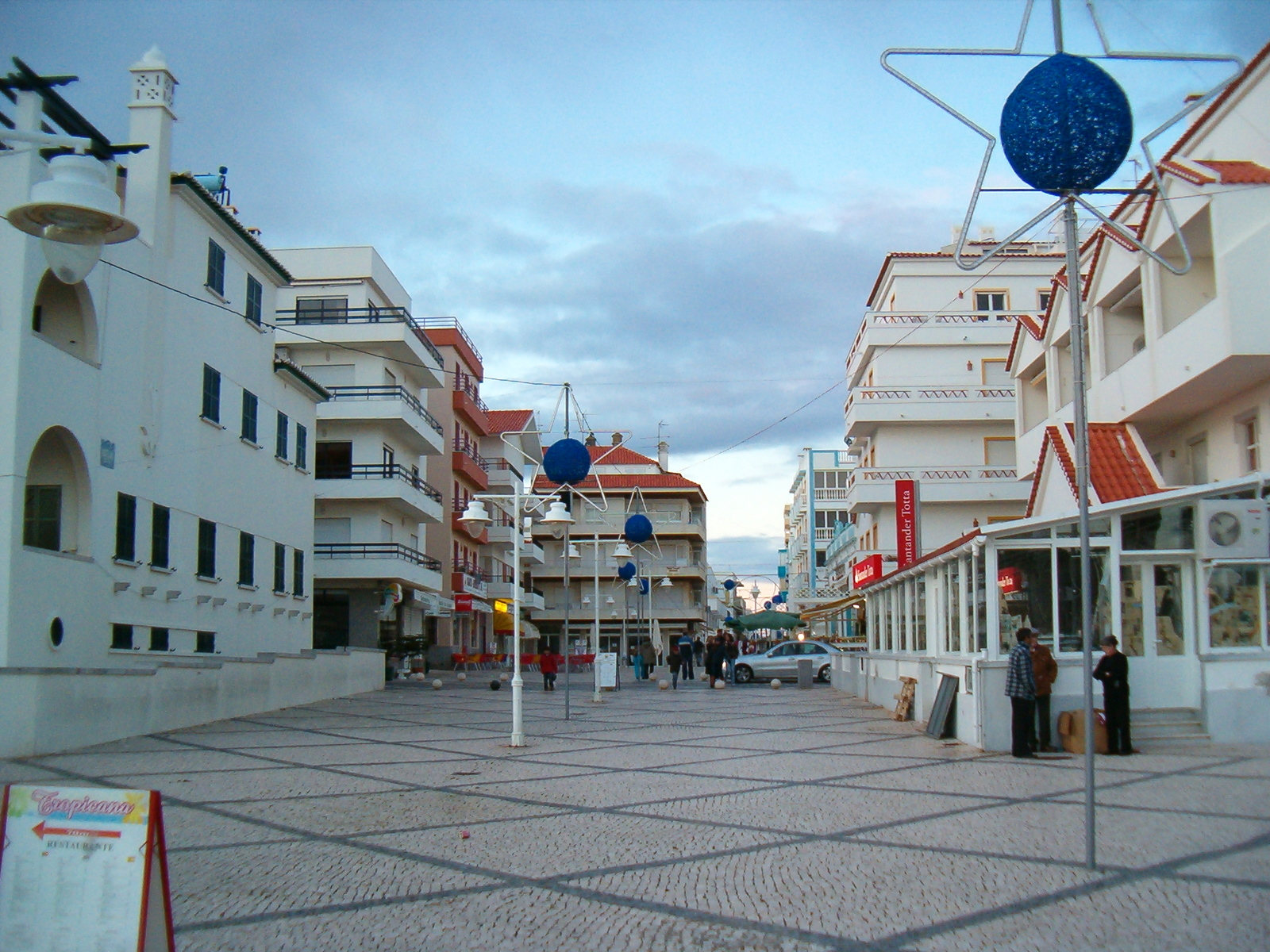
Die Fußgängerzone von Monte Gordo

Der Ort hat eine Fläche von 4,2 km² und 3197 Einwohner (Stand 19. April 2021) und wurde am 12. Juni 2001 zur Vila erhoben.

## Verkehr
Der Ort ist über die Estrada Nacional N125 an die Autoestrada A22 angeschlossen, die in Ost-West-Richtung durch die Algarve verläuft. In der Nähe befindet sich der Kleinflughafen Praia Verda für Sport- und Privatflugzeuge.

## Strände
- Der Strand Praia de Adão e Eva grenzt im Westen an die Praia de Monte Gordo und im Osten an die Praia do Cabeço - Retur. Er ist umgeben von einem Wald aus Pinien und See-Kiefern, darin kommt eine der wenigen Chamäleonarten in Portugal vor.

## Sport
Der GD Beira Mar war ein Sportverein in Monte Gordo. Er wurde am 2. August 1950 gegründet und stellte 2011 mit dem Rückzug aus der III Divisão den Spielbetrieb ein.